# Université polytechnique de Porto Rico
L'université polytechnique de Porto Rico (en espagnol, intitulée La Poly) est une université privée technique, située à Hato Rey, juste à côté de San Juan. Il existe également des campus à Miami et Orlando, en Floride.

## Historique
Elle a été fondée en 1966 et forme des ingénieurs. Les étudiants sont principalement des Hispaniques, avec notamment des immigrants en provenance d'Espagne et d'Amérique latine[réf. nécessaire]. Environ 40 % des ingénieurs de Porto Rico ont étudié à la Poly[réf. nécessaire]. En Floride, elle est appelée Université des Amériques, ou tout simplement Polytecnic[réf. souhaitée].
Il y avait 5 844 étudiants et 300 enseignants en 2006, et la même année, les frais de scolarité annuels étaient de 6 033 dollars pour tous les élèves[réf. nécessaire]. Les enseignements sont donnés jusqu'au niveau maîtrise[réf. souhaitée].